# Bryostreimannia
Bryostreimannia là một chi rêu trong họ Brachytheciaceae.